# Метропольный город Рим
Метропо́льный го́род Рим-столи́ца (итал. Città metropolitana di Roma Capitale) — территориальная единица в области Лацио в Италии. 
Появился 1 января 2015 года на месте провинции Рим, является одним из 14 метропольных городов Италии и самым крупным из них как по населению (4 223 342 человека, 2021 год), так и по занимаемой площади (более 5363 км²).
Центр территориальной единицы находится в собственно городе Рим. 

## География
Метропольный город занимает примерно треть региона Лацио, с запада он омывается Тирренским морем (длина береговой линии — 133 км), на суше граничит с севера с провинциями Витербо и Риети, на востоке — с областью Абруццо (провинция Аквила) и провинцией Фрозиноне, на юге — с провинцией Латина.

## Коммуны
В метропольный город входит 121 коммуна:
- Агоста
- Аллюмьере
- Альбано-Лациале
- Ангвиллара-Сабация
- Антиколи-Коррадо
- Анцио
- Ардеа
- Аричча
- Арсоли
- Артена
- Арчинаццо-Романо
- Аффиле
- Беллегра
- Браччано
- Валлепьетра
- Валлинфреда
- Вальмонтоне
- Веллетри
- Виваро-Романо
- Виковаро
- Гавиньяно
- Галликано-нель-Лацио
- Горга
- Гроттаферрата
- Гуидония-Монтечельо
- Дженаццано
- Дженцано-ди-Рома
- Джерано
- Дзагароло
- Енне
- Каве (коммуна)
- Казапе
- Камерата-Нуова
- Кампаньяно-ди-Рома
- Канале-Монтерано
- Кантерано
- Капена
- Капраника-Пренестина
- Карпинето-Романо
- Кастель-Гандольфо
- Кастель-Мадама
- Кастель-Сан-Пьетро-Романо
- Кастельнуово-ди-Порта
- Коллеферро
- Колонна
- Лабико
- Ладисполи
- Ланувио
- Лариано
- Личенца
- Мальяно-Романо
- Мандела
- Манциана
- Марано-Экуо
- Марино
- Марчеллина
- Маццано-Романо
- Ментана
- Монте-Компатри
- Монте-Порцио-Катоне
- Монтеланико
- Монтелибретти
- Монтеротондо
- Монтефлавио
- Монторио-Романо
- Мориконе
- Морлупо
- Наццано
- Неми
- Нерола
- Неттуно
- Олевано-Романо
- Палестрина
- Паломбара-Сабина
- Перчиле
- Пизониано
- Поли
- Помеция
- Понцано-Романо
- Риано
- Рим
- Риньяно-Фламинио
- Риофреддо
- Ровьяно
- Рокка-ди-Каве
- Рокка-ди-Папа
- Рокка-Кантерано
- Рокка-Приора
- Рокка-Санто-Стефано
- Роккаджовине
- Рояте
- Сакрофано
- Самбучи
- Сан-Вито-Романо
- Сан-Грегорио-да-Сассола
- Сан-Поло-дел-Кавальери
- Сан-Чезарео
- Сант-Анджело-Романо
- Сант-Оресте
- Санта-Маринелла
- Сарачинеско
- Сеньи (Лацио)
- Субьяко
- Тиволи
- Тольфа
- Торрита-Тиберина
- Тревиньяно-Романо
- Филаччано
- Фонто-Нуова
- Формелло
- Фраскати
- Фьюмичино
- Фьяно-Романо
- Чампино
- Червара-ди-Рома
- Черветери
- Черрето-Лациале
- Чивитавеккья
- Чивителла-Сан-Паоло
- Чинето-Романо
- Чичилиано